# 國立屏東高級工業職業學校

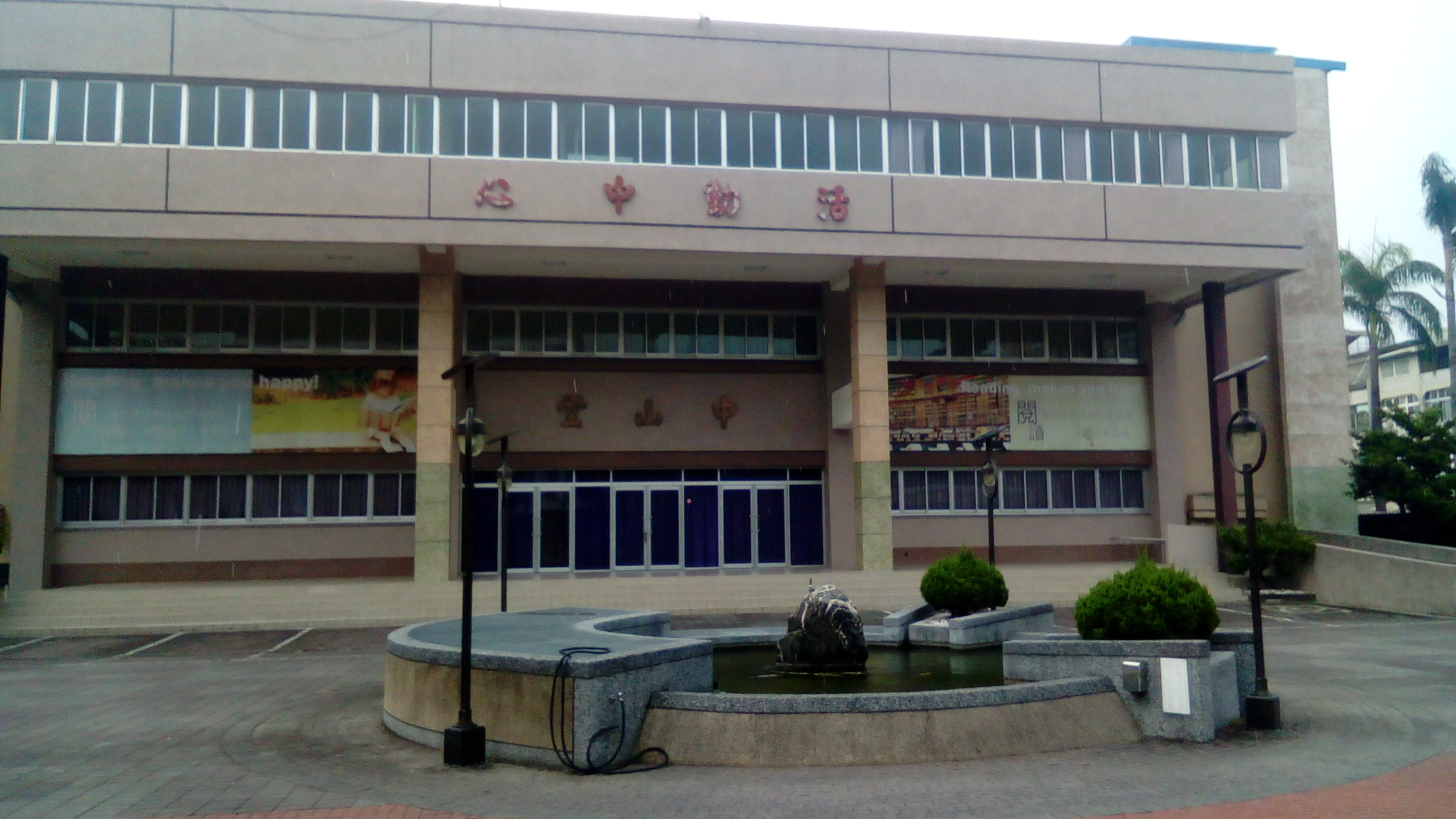
屏工中山堂（大禮堂）

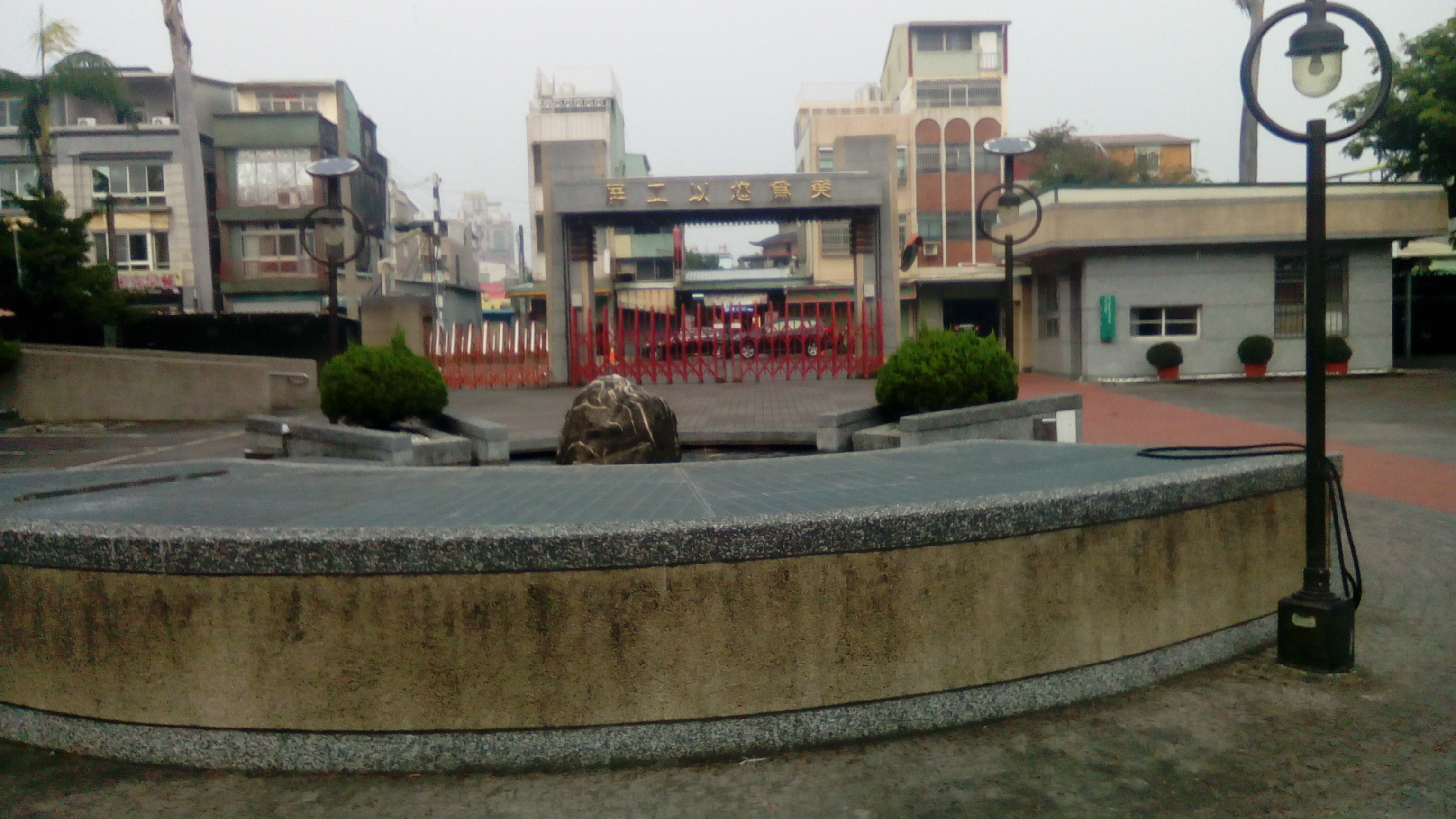
屏工大門及噴水池

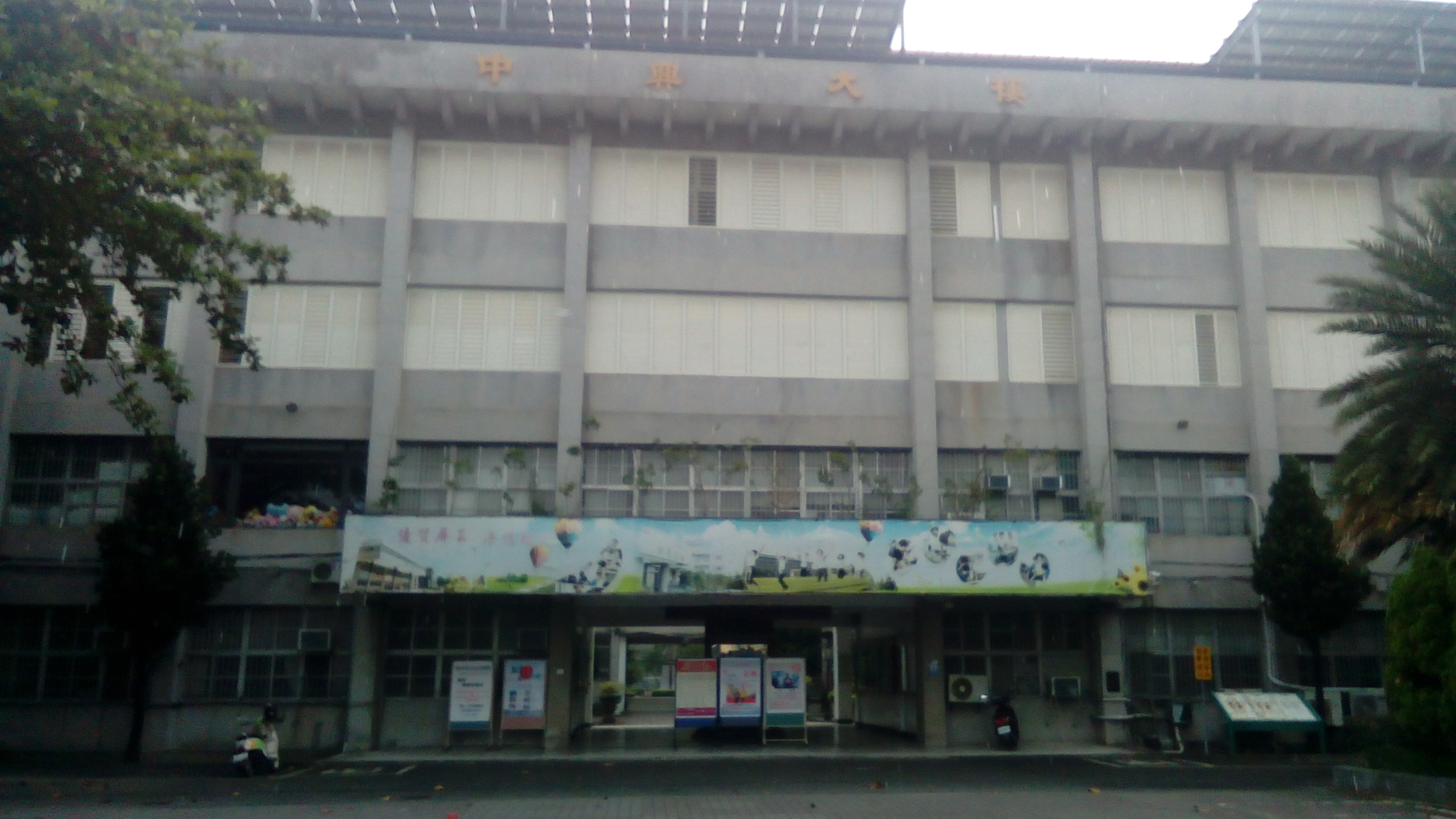
屏工行政大樓

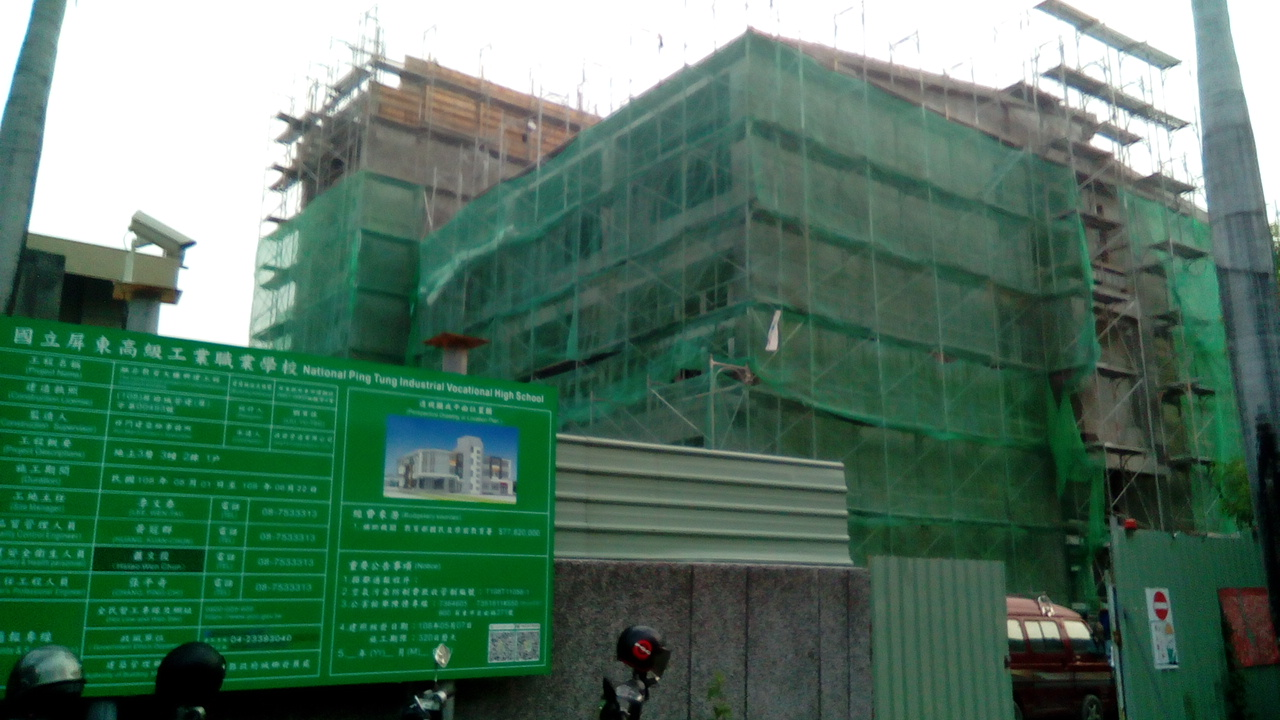
興建中的屏東高工融合教育中心

國立屏東高級工業職業學校（英語：National Pingtung Industrial Vocational High School，簡稱PTIVS、屏東高工、屏工），前身為日治時期設立之「屏東實踐商業學校」，創立於日治昭和十二年（1937年）4月1日，校訓為「實踐躬行」。創校初期校址位於臺灣屏東縣屏東市勝利里，現校址為屏東縣屏東市建國里。

## 歷任校長
- 第一任：顏地木
- 第二任：鍾培盛
- 第三任：唐山
- 第四任：宋國元
- 第五任：杜萬才
- 第六任：周慶星
- 第七任：何明堂
- 第八任：張佳雄
- 第九任：鄒春選
- 第十任：柯朝塗

## 教學單位

### 日間部
- 機械科
- 汽車科
- 電機科
- 電子科
- 土木科
- 建築科
- 化工科
- 製圖科
- 綜合職能科（特教班）

### （夜間）進修學校
- 汽車科
- 電機科
- 電子科
- 化工科
- 製圖科

## 科學會
土木科、製圖科在校內分別設有科學會

## 學生會
於2014年8月29日成立國立屏東高工學生自治會籌備會，並於2015年3月20日正式成立校學生會。
學生會會為全校最高之學生自治組織，學生會代表全校全體學生。
- 第一屆 會長：土木科 王品超 副會長：土木科 羅文彥
- 第二屆 會長：土木科 周隆濠 副會長：土木科 黃冠豪
- 第三屆 會長：土木科 張惟翔 副會長：土木科 楊志翔
- 第四屆 會長：土木科 張智傑 副會長：建築科 張尹甄
- 第五屆 會長：汽車科 張凱廸 副會長：建築科 李佩欣
- 第六屆 會長：電子科 張敦淵 副會長：土木科 林塏豪
- 第七屆 會長：化工科 張峻豪 副會長：鄭塏臻
- 第八屆 會長：建築科 余佳音 副會長：建築科 廖紘苓
- 第九屆 會長：建築科 陳主婗 副會長：建築科 方惠芳
- 第十屆 會長：楊雅涵 副會長：尤  馨
- 第十一屆 會長：李士朋 副會長：許丞儒

## 校友
- 吳燦坤：燦坤3C創辦人，電子科畢業。
- 大成DaCheng：饒舌 R&B歌手。
- God Øne：饒舌 R&B歌手。

## 外部連結
- 國立屏東高級工業職業學校 （页面存档备份，存于）（繁體中文）